# Damiana da Cunha
Damiana da Cunha (Goiás, 1779 - São José de Mossâmedes, 1831) fue una cacica kayapó, sertanista y capitana mayor, importante figura política del Brasil colonial, de finales del siglo XVIII y principios del XIX. Su papel como mediadora cultural entre los pueblos indígenas y los portugueses es destacado por la historiografía de las mujeres indígenas debido a su importancia histórica, comparable a Bartira, Catarina Paraguaçu y Clara Camarão.

## Biografía
Nieta del cacique Angraí-oxá, fue apadrinada por el gobernador Luís da Cunha Menezes, de quien recibió su nombre cristiano y apellido portugués. No existe información sobre su nombre indígena.
Pasó parte de su infancia en la casa de Cunha Menezes, donde adquirió habilidades que fueron fundamentales en su trayectoria como mediadora cultural y sertanista, cuyos méritos fueron reconocidos por los portugueses e indígenas. Su trayectoria ha sido revisada por la historiografía.

### Casamiento
Damiana se casó dos veces. La primera, alrededor de los 14 años, con el sargento José Luiz da Costa, quien la enviudó en 1809, cuando tenía casi 30 años. El segundo matrimonio tuvo lugar en 1822, cuando se casó con el soldado de infantería Manuel Pereira da Cruz quien, hasta donde sabemos, era un mulato sin muchos recursos.

### Muerte

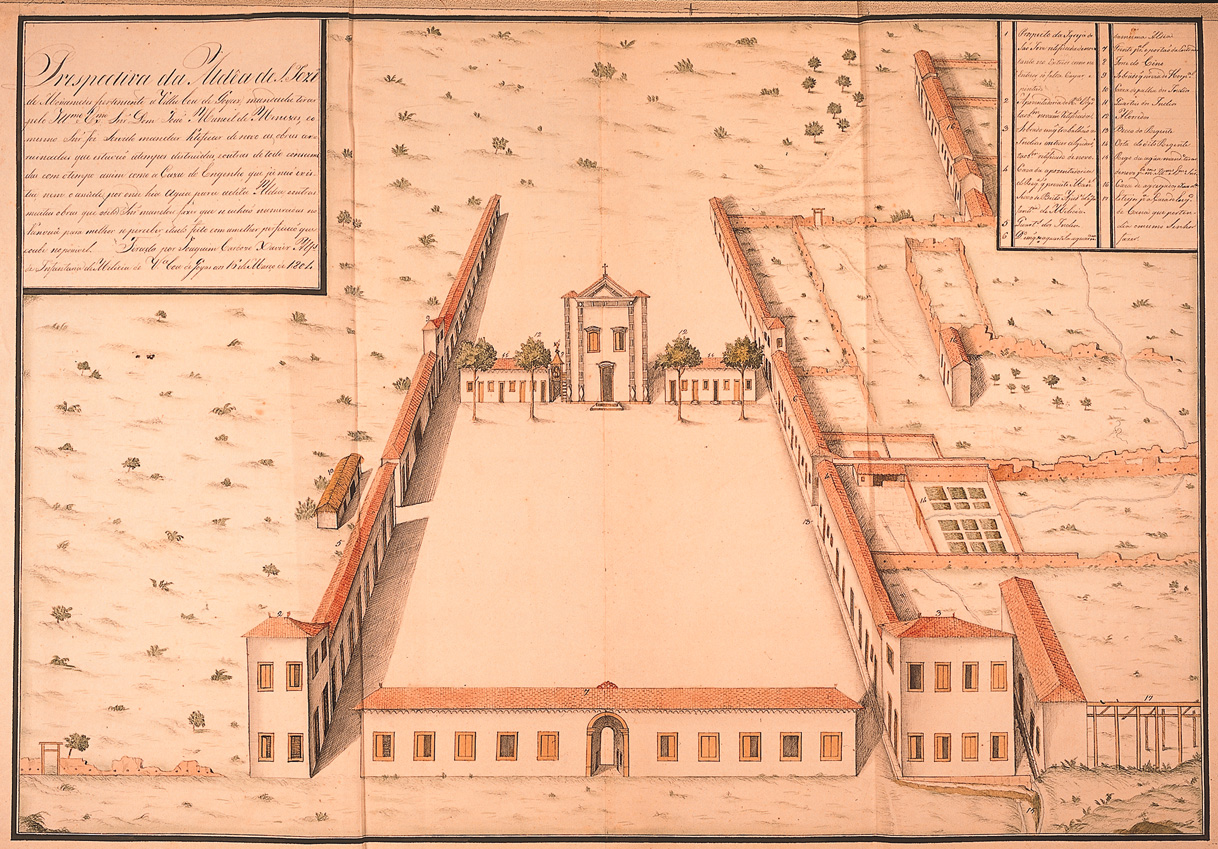
"Vista de la aldea de São José de Mossâmedes, perteneciente a Villa Boa de Goyas, mandada tomar por el Excelentísimo Don João Manoel de Menezes... Tomada por Joaquim Cardozo Xavier, soldado de infantería de la Milicia de Villa Boa de Goyas, el 16 de marzo de 1801."

A principios de 1831, Damiana da Cunha regresó de su último viaje al sertón y fue recibida en la aldea de São José de Mossâmedes por el presidente de la provincia y otras autoridades locales. A pesar de la alegría por la llegada de la líder kayapó, este regreso fue diferente a los demás: Damiana estaba enferma debido a las condiciones insalubres del sertón. Hasta donde sabemos, la sertanista y misionera murió en algún momento entre el 2 de febrero y el 9 de marzo de 1831. Su cuerpo fue enterrado en la iglesia local.

## Acción política
Damiana da Cunha formó parte de la sociedad colonial y jugó un papel importante en la escena política de la época. Como fue apadrinada por el gobernador de la capitanía desde muy joven, acabó teniendo un intenso contacto con la cultura portuguesa y católica. Ya de niña representó una intersección entre dos mundos diferentes y antagónicos: el de los kayapós (su cosmovisión, lengua y sociedad) y el de los lusitanos. Su conocimiento de estos códigos culturales, así como sus vínculos familiares con un cacique importante y el gobernador, la calificaron para el papel de mediadora política.
Damiana se destacó al mando de expediciones que capturaron a indígenas que habían huido de los pueblos o contactaron a aquellos que aún no se habían integrado a la sociedad colonial. La habilidad política permitió crear vínculos con los indios que aún estaban en el sertón y, así, Damiana logró convencer a los kayapós para que fueran a los pueblos. Además de tener el respeto de su gente, también fue reconocida por las autoridades coloniales.
Después de su cuarta y última expedición al interior de Goiás, que duró ocho meses, Damiana regresó a la aldea de Mossâmedes en 1831, acompañada de 32 indígenas. Fue recibida por los residentes, el presidente provincial y otras autoridades en un ambiente festivo y alegre. Sin embargo, debido a las condiciones adversas encontradas durante la expedición, la kayapó regresó muy enferma y murió, probablemente entre el 2 de febrero y el 9 de marzo de 1831, y fue enterrada en la iglesia local.